# نبرد گاگرا
نبرد گاگرا که در ۶ مه سال ۱۵۲۹ میلادی رخ‌داد، یک نبرد بزرگ برای فتح هند توسط امپراتوری تیموری هند بود. این نبرد در ادامهٔ نبرد نخست پانی‌پت در ۱۵۲۶ و نبرد خنوه در سال ۱۵۲۷ به‌وقوع پیوست. قوای امپراتور ظهیرالدین محمد بابر از امپراتوری درحال پدیدار شدن گورکانی هند در مقابل کنفدراسیون‌های شرقی افغان تحت فرمان سلطان محمود لودی و سلطان‌نشین بنگال تحت فرمان سلطان نصیرالدین نصرت‌شاه به نیروهای متحدان هندی خود پیوسته‌بودند.